# Failon
Failon is een dorp in de Belgische provincie Namen. Het ligt in Barvaux-Condroz, een deelgemeente van Havelange. Failon ligt ruim twee kilometer ten noordoosten van Barvaux, langs de weg naar Maffe.

## Geschiedenis
Op het eind van het ancien régime werd Failon met het gehucht Buzin ondergebracht in de gemeente Buzin-Failon. In 1813 werd de gemeente al opgeheven en samengevoegd met Barvaux-Condroz, tot 1822 Buzin genoemd. Bij de gemeentelijke fusie van 1977 werd Barvaux-Condroz, met Failon, een deelgemeente van Havelange.

## Bezienswaardigheden
- de Onze-Lieve-Vrouwekerk

Deelgemeenten: Barvaux-Condroz · Flostoy · Havelange · Jeneffe · Maffe · Méan · Miécret · Porcheresse · Verlée

Overige dorpen: Barsy · Bassines · Béole · Bormenville · Buzin · Champs-du-Bois · Doyon · Émeville · Failon · Gros-Chêne · Homezée · Montegnet · Ossogne · Rémont

Belgische gemeenten · arrondissement Dinant · provincie Namen · Wallonië